# 九龍巴士3M線
九龍巴士3M線是香港九龍一條來往慈雲山（北）及彩雲的巴士路線，途經多個屋邨及屋苑，包括慈愛苑、慈正邨、慈民邨、慈康邨、富山邨、新麗花園、宏景花園、彩雲邨、彩虹邨等。本路線創下一個紀錄，是唯一一條兩邊總站均在黃大仙區，需經其他地區（坪石公共運輸交匯處屬觀塘區）前往的區內巴士路線，另一條類似為36線。

## 歷史
- 1979年12月16日：九巴開辦3M線往來北慈雲山及鑽石山地鐵站，配合地鐵「修正早期系統」延至尖沙咀提供接駁服務。
- 1991年5月7日：配合斧山道天橋開通，改為北慈雲山至鑽石山地鐵站（循環線）。
- 1991年9月15日：配合九巴21M線永久停駛，延長至往來北慈雲山及彩雲，替代原21M部分服務地區，並改以彩虹地鐵站為接駁站。
- 1995年3月26日：縮短至南慈雲山總站，改為往來南慈雲山及彩雲（南慈雲山總站及後更名為慈雲山（南）總站），受影響服務地區由九龍小巴路線19及37M線替代。
- 2002年3月28日：改為全空調巴士服務。
- 2002年8月26日：為配合蒲崗村道學校村啟用及擴大服務範圍，九巴開辦3P輔助線，於繁忙時間往來行走慈雲山北及彩雲，行車路線跟3M線縮短前相同。
- 2005年8月22日：為更有效服務慈雲山居民及確立正副路線定位，3M及3P互掉總站；3M線改為往來慈雲山北及彩雲，途經慈雲山南巴士總站；3P線則縮短至慈雲山南巴士總站。兩線收費維持不變。（註：類似改動計劃曾經在2004年8月被提出並到達即將實施階段，唯慈雲山南居民反對而被延遲[1][2]）
- 2015年6月27日：增設到站時間預報。[3]
- 2017年4月29日：為配合3P線停辦，本線新增特別班次，由彩雲單向往慈雲山（南）巴士總站。

## 服務時間及班次
3M
| 慈雲山（北）開       | 慈雲山（北）開 | 慈雲山（北）開 | 彩雲開               | 彩雲開      | 彩雲開       |
| 日期                 | 服務時間       | 班次（分鐘）   | 日期                 | 服務時間    | 班次（分鐘） |
| -------------------- | -------------- | -------------- | -------------------- | ----------- | ------------ |
| 星期一至五           | 05:50-18:10    | 20             | 星期一至五           | 06:00-07:00 | 20           |
| 星期一至五           | 18:25          | 18:25          | 星期一至五           | 07:00-07:30 | 10           |
| 星期一至五           | 18:45-20:05    | 20             | 星期一至五           | 07:30-08:00 | 15           |
| 星期一至五           | 20:05-21:20    | 25             | 星期一至五           | 08:00-17:20 | 20           |
| 星期一至五           | 21:20-23:50    | 30             | 星期一至五           | 17:20-18:20 | 15           |
|                      |                |                | 星期一至五           | 18:20-20:20 | 20           |
| 20:20-21:35          | 25             |                | 星期一至五           |             |              |
| 21:35-00:05          | 30             |                | 星期一至五           |             |              |
| 星期六、日及公眾假期 | 05:50-20:30    | 20             | 星期六、日及公眾假期 | 06:00-20:20 | 20           |
| 星期六、日及公眾假期 | 20:30-21:20    | 25             | 星期六、日及公眾假期 | 20:20-21:35 | 25           |
| 星期六、日及公眾假期 | 21:20-23:50    | 30             | 星期六、日及公眾假期 | 21:35-00:05 | 30           |

特別班次（彩雲 → 慈雲山（南））
- 星期一至五上課日：06:55、07:20、07:35、07:55

星期六、日、公眾假期及學校假期不設服務

## 收費
全程：$4.8
- 牛池灣街市往彩雲：$4.3

| - 本線設有12歲以下小童及65歲或以上長者半價優惠。 - 65歲或以上香港居民使用「樂悠咭」，以及12歲以下合資格殘疾兒童使用「殘疾人士身份」個人八達通繳付車資，均可享有每程$2.0或半價（以較低者為準）的票價優惠；12至64歲合資格殘疾人士使用「殘疾人士身份」個人八達通（包括「樂悠咭」），以及60至64歲香港居民使用「樂悠咭」繳付車資，均可享有每程$2.0或全費（以較低者為準）的票價優惠。 - 65歲或以上長者如使用長者或一般個人八達通繳付車資，則只可享有半價優惠；12至64歲合資格殘疾人士如不使用「殘疾人士身份」個人八達通，以及60至64歲人士如不使用「樂悠咭」繳付車資，必須繳付全費。 - 乘客可以現金或八達通於上車時付款，不設找續。 - 每位成人乘客可免費攜帶最多兩名4歲以下而不佔座位的兒童乘客乘車，超額之4歲以下小童必須繳付小童車費乘車。 - 持有「九巴月票」之乘客在車票有效期內，每日可享最多10程任何九龍巴士及龍運巴士路線（包括本路線，以及聯營路線的九龍巴士／龍運巴士提供的班次；惟乘搭機場「A」及「NA」線則可享原價二七折優惠（不會計算每天10次合資格車程））；而B1線則每日可享最多各2程（不會計算每天10次合資格車程）。 - 九龍巴士、城巴、龍運巴士及陽光巴士全職員工及家屬（不包括外判職員）可免費乘搭本路線，惟必須拍職員或職員家屬八達通。 - 乘客亦可透過多元化電子支付系統（e度嘟）繳付車資，包括使用非接觸式VISA卡、JCB卡、萬事達卡、銀聯卡、美國運通、大來國際、Discover Card、Apple Pay、Google Pay、Samsung Pay、AlipayHK「易乘碼」、支付寶、WeChatHK／微信支付「搭車碼」、銀聯雲閃付「乘車碼」及BOC Pay「乘車碼」。乘客使用此付款方式，使用此支付方式的乘客可享有中途下車之分段收費，以及與其他九巴／龍運獨營路線或聯營線九巴／龍運班次之轉乘優惠，惟不適用於與非九巴／龍運路線之轉乘優惠，亦不能享有「公共交通費用補貼計劃」及「長者及合資格殘疾人士公共交通票價優惠計劃」。 |

### 八達通轉乘優惠
乘客登上首程巴士後150分鐘內以同一張八達通卡轉乘以下路線，次程可享$4.2折扣優惠：
3M↔新界區巴士路線
- 3M任何方向 → 38、40、40P、42C、62X、74A、74X/B/D/P、80、83X、88、89、89B、89C、89D、89X、91、91M/P、92、258D/P、259D、268C/A、(2)69C、277X/A或277E/P往新界
- 38、40、40P、42C、62X、74A、74X/C/D/E、80/P、83X/A、88、89、89B、89C、89D/P、89X、91、91M/P、92、258D/A/P/S、259D、268C/A、(2)69C、277X/A或277E/P往九龍 → 3M任何方向

本線↔258D/259D可同時享用屯門公路轉車站轉乘優惠
本線↔69C/268C/269C可同時享用大欖隧道轉乘優惠
3M↔6D
- 3M往彩雲 → 6D往美孚
- 6D往牛頭角 → 3M往慈雲山

## 使用車輛
現時本線使用4輛Enviro500 MMC 12米（ATENU）行走本線。
| 車隊編號 | 車牌   |
| -------- | ------ |
| ATENU14  | SB4688 |
| ATENU25  | SB7514 |
| ATENU26  | SB8310 |
| ATENU62  | SD8869 |

## 行車路線

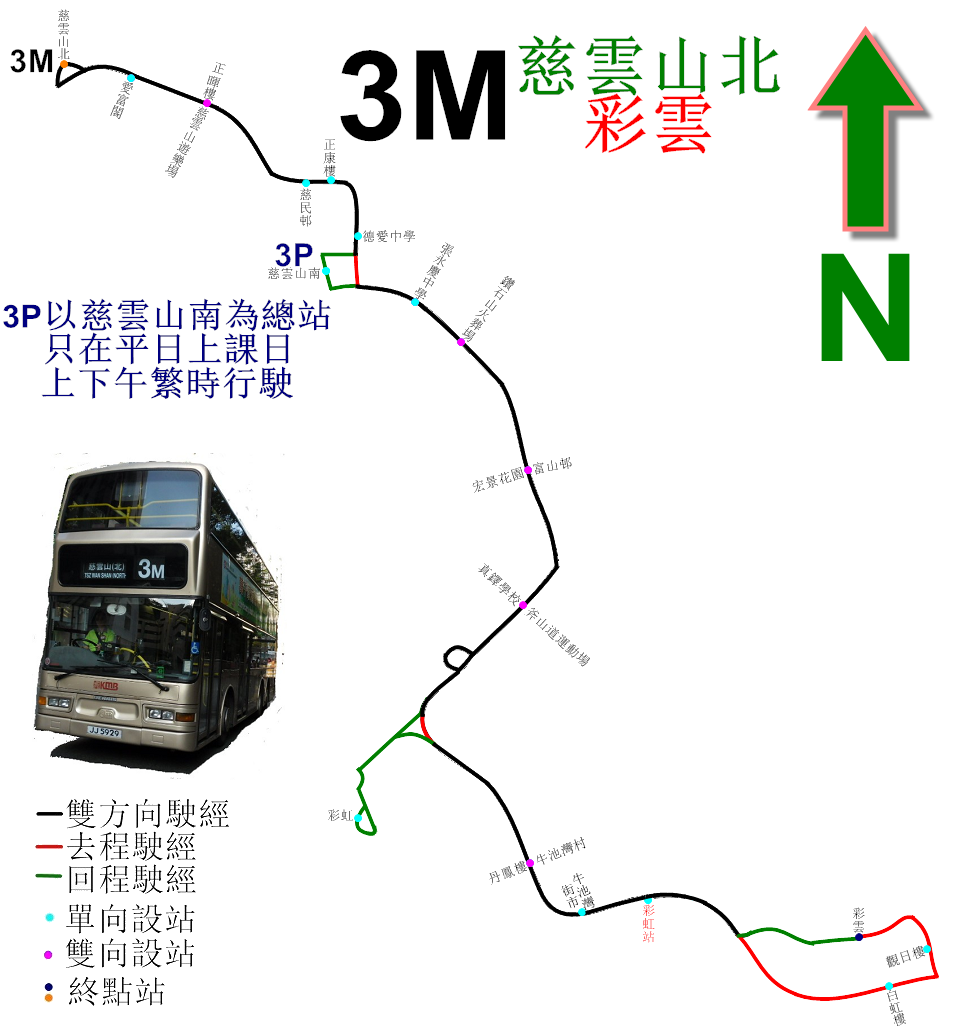
此線及3P線的走線圖，當中3P線只到慈雲山南

慈雲山（北）開經：慈雲山道、蒲崗村道、斧山道、龍翔道、清水灣道、新清水灣道、豐盛街及清水灣道。
彩雲開經：清水灣道、龍翔道、彩虹邨通道、彩虹巴士總站、斧山道、蒲崗村道、慈雲山（南）巴士總站、毓華街及慈雲山道。
特別班次不駛經斜體字之路段

### 沿線車站

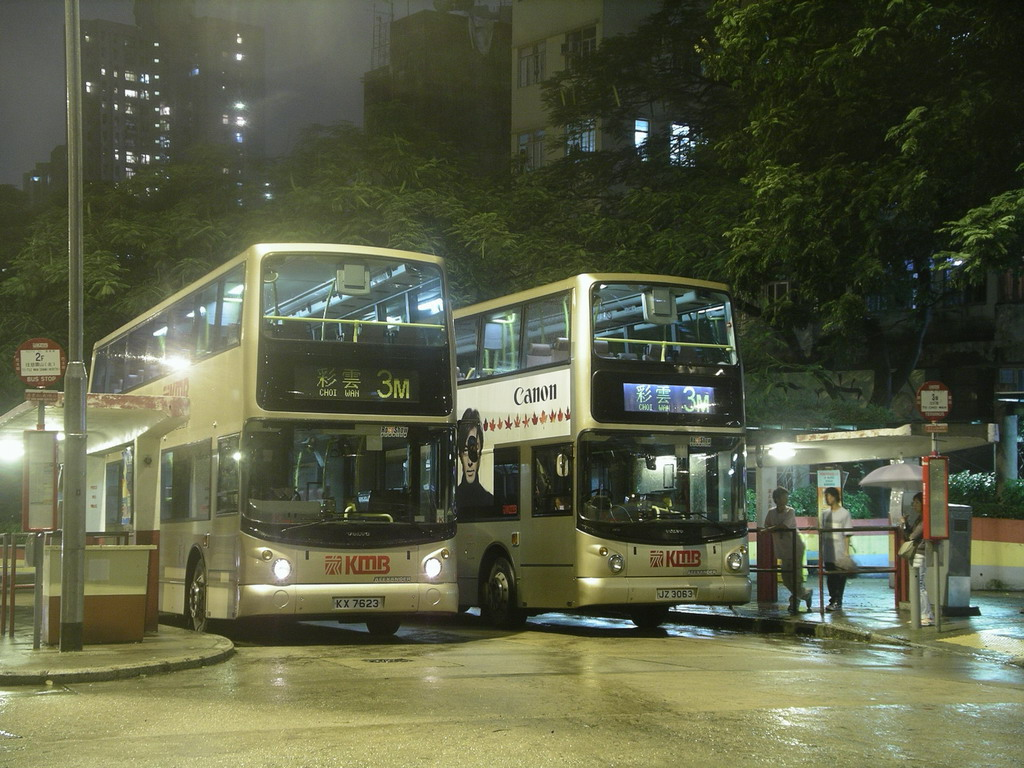
3M線以慈雲山南為總站之最後一夜

| 慈雲山（北）開 | 慈雲山（北）開                 | 慈雲山（北）開       | 彩雲開 | 彩雲開                           | 彩雲開               |
| 序號           | 車站名稱                       | 位置                 | 序號   | 車站名稱                         | 位置                 |
| -------------- | ------------------------------ | -------------------- | ------ | -------------------------------- | -------------------- |
| 1              | 慈雲山（北）巴士總站           | 慈雲山（北）巴士總站 | 1      | 彩雲巴士總站                     | 彩雲巴士總站         |
| 2              | 慈正邨正暉樓                   | 慈雲山道             | 2      | 牛池灣轉車站－彩虹站（K4）       | 坪石公共運輸交匯處   |
| 3              | 慈正邨正康樓                   | 慈雲山道             | 3      | 牛池灣轉車站－彩虹邨丹鳳樓（J2） | 龍翔道               |
| 4              | 德愛中學                       | 慈雲山道             | 4      | 彩虹轉車站－彩虹（N6）           | 彩虹巴士總站         |
| 5              | 保良局第一張永慶中學           | 蒲崗村道             | 5      | 真鐸學校                         | 斧山道               |
| 6              | 鑽石山火葬場                   | 蒲崗村道             | 6      | 宏景花園                         | 蒲崗村道             |
| 7              | 富山邨                         | 蒲崗村道             | 7      | 蒲崗村道學校村                   | 蒲崗村道             |
| 8              | 斧山道運動場                   | 斧山道               | 8      | 慈雲山（南）巴士總站             | 慈雲山（南）巴士總站 |
| 9              | 牛池灣轉車站－牛池灣村（G2）   | 龍翔道               | 9*     | 慈民邨                           | 慈雲山道             |
| 10             | 牛池灣轉車站－牛池灣街市（F2） | 清水灣道             | 10*    | 慈雲山邨中央遊樂場               | 慈雲山道             |
| 11             | 彩雲邨白虹樓                   | 新清水灣道           | 11*    | 慈愛苑愛富閣                     | 慈雲山道             |
| 12             | 彩雲邨觀日樓                   | 豐盛街               | 12*    | 慈雲山（北）巴士總站             | 慈雲山（北）巴士總站 |
| 13             | 彩雲巴士總站                   | 彩雲巴士總站         |        |                                  |                      |

- 特別班次不停有 * 號之車站

## 客量
本路線與九巴3D線及小巴16線重疊，非繁忙時間客量偏低；但上課日繁忙時間有蒲崗村道學校村及平定道附近學校的師生支持，客量足以令巴士頂閘。九巴計劃於2015年第2季削減班次，改為繁忙時段每20分鐘一班，用車數目則由5輛雙層巴士減至3輛雙層巴士。同時，3P線亦削減至只提供上午繁忙時段單往慈雲山（南）方向的服務，但被黃大仙區議會交通及運輸事務委員會反對而擱置。翌年的《2016-2017年度黃大仙區巴士路線計劃》，則建議停辦3P線，改為本路線新增彩雲單向往慈雲山（南）的特別班次取代3P線的早上服務，騰出的巴士撥作加強3D線的服務。最終重組方案獲得落實，於2017年4月29日起實施。

## 延伸閱讀
- 郭炳華. 蛻變中的香港巴士（九龍新界篇）. 香港: 80M巴士專門店. 2010年. ISBN 962-8686-95-X.
- 二十世紀九龍區巴士路線發展史

## 外部連結
香港巴士大典上的相关条目：九巴3M線
- 九巴3M線官方網站路線資料 （页面存档备份，存于）
- 九巴3P線官方網站路線資料 （页面存档备份，存于）